# Observatorio Subterráneo de Neutrinos Jiangmen
El Observatorio de Neutrinos Subterráneos Jiangmen (JUNO por sus siglas en inglés Jiangmen Underground Neutrino Observatory) es un experimento de neutrinos del reactor de línea de base mediana en construcción en Kaiping, Jiangmen en el sur de China. Su objetivo es determinar la jerarquía de masas de neutrinos y realizar mediciones de precisión de los elementos de la matriz de Pontecorvo-Maki-Nakagawa-Sakata. Se basará en los resultados de los parámetros de mezcla de muchos experimentos anteriores. La colaboración se formó en julio de 2014 y la construcción comenzó el 10 de enero de 2015. El cronograma apunta a comenzar a tomar datos en 2021. La Academia de Ciencias de China proporciona fondos, pero la colaboración es internacional.
Planificado como un seguimiento del Experimento de Neutrinos del Reactor de la Bahía de Daya, originalmente se planeó para el mismo lugar, pero la construcción de un tercer reactor nuclear (la planta de energía nuclear Lufeng planificada) en esa área interrumpiría el experimento, que depende de manteniendo una distancia fija a los reactores nucleares cercanos. En su lugar, se trasladó a una ubicación a 53 km de las dos centrales nucleares planificadas de Yangjiang y Taishan.

## Física
El enfoque principal del detector JUNO para medir las oscilaciones de neutrinos es la observación de anti-neutrinos electrónicos (ν
e) procedentes de dos futuras centrales nucleares a una distancia aproximada de 53 km. Dado que la tasa esperada de neutrinos que llegan al detector es conocida por los procesos en las plantas de energía, la ausencia de un cierto sabor a neutrinos puede dar una indicación de los procesos de transición.
Aunque no es el objetivo principal, el detector también es sensible a los neutrinos, geoneutrinos y neutrinos atmosféricos de las supernovas.

### Sensibilidad esperada
Daya Bay y RENO midieron θ13 y determinaron que tiene un gran valor distinto de cero. Daya Bay podrá medir el valor con un ≈4% de precisión y RENO ≈7% después de varios años. JUNO está diseñado para mejorar la incertidumbre en varios parámetros de neutrinos a menos del 1%.